# Pirin-Fiat

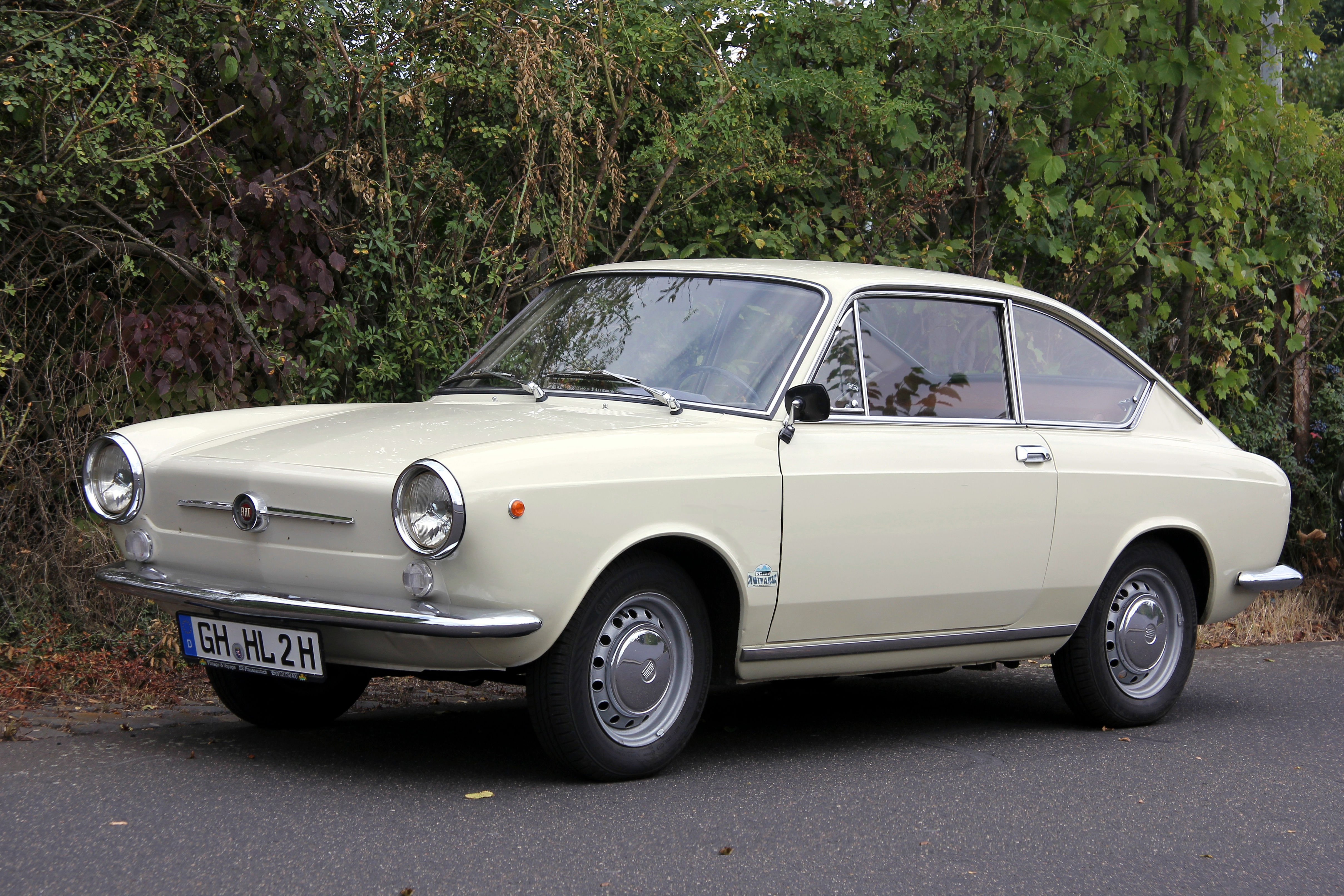
Fiat 850 Coupé

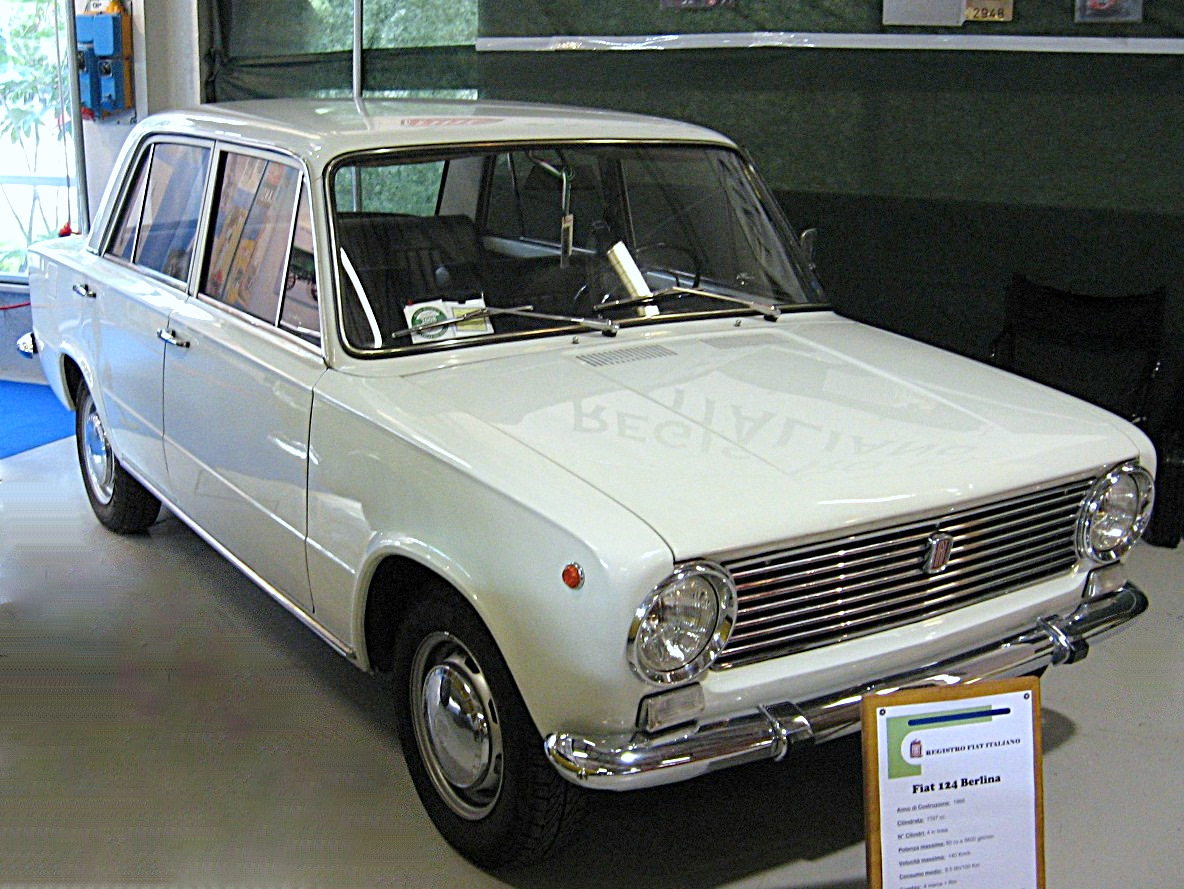
Fiat 124

Pirin-Fiat was de naam van Fiat-modellen die in de Balkan-fabriek in Lovetsj in Bulgarije werden geassembleerd.

## Geschiedenis
De autogeschiedenis van Bulgarije kwam, net als in andere landen van het Balkanschiereiland, verhoudingsgewijs laat op gang. Tot in de jaren 60 was er geen eigen auto-industrie, de eigen behoefte van het land werd uitsluitend door import gedekt. Bulgarije was, overeenkomstig het besluit van de zevende Comecon-conferentie in 1956, gespecialiseerd in de productie van heftrucks en elektrische transportkarren.
Met de voortschrijdende industriële ontwikkeling van het land en met de stijging van de levensstandaard groeide ook de behoefte aan personenauto's. Daarop besloot men tot de oprichting van eigen productiefaciliteiten. De uitbouw van de Bulgaarse auto-industrie concentreerde zich tot in de jaren 70 vooral op de bedrijfswagensector. Daarnaast zorgden licentieovereenkomsten (ook met Renault) ten slotte voor de jaarproductie van bijna 16.000 personenwagens.
Vooral voor de binnenlandse markt assembleerde de fabriek van 1966 tot 1968 uit originele onderdelen ongeveer 450 exemplaren van de Fiat-modellen 850, 850 Coupé, 124 en 124 Combi.
Vanaf 1967 gaf de fabriek voorrang aan samenwerking met fabrikanten in de Sovjet-Unie en werden auto's van het merk Moskvitsj geassembleerd.